# Gerde Ghol
Gerde Ghol – wieś w Iranie, w ostanie Azerbejdżan Zachodni. W 2006 roku miejscowość liczyła 507 mieszkańców w 109 rodzinach.